# Tennessee
O Tennessee ou, em suas formas aportuguesadas, Tenessi ou Tenesi é um dos 50 estados dos Estados Unidos, localizado na região sudeste do país. A economia do Tennessee está baseada primariamente na indústria de manufatura, na prestação de serviços financeiros e imobiliários, no turismo e na agricultura.
Muito do atual Tennessee, durante o período da colonização britânica da região das Treze Colônias, fazia parte do atual estado da Carolina do Norte, e era facilmente a região mais ocidental das antigas Treze Colônias britânicas. O Tennessee era inicialmente escassamente povoado. Porém, passou a receber números cada vez maiores de assentadores a partir da década de 1750. O Tennessee, por causa dos Apalaches, era isolado do restante da Carolina do Norte. Após o reconhecimento da independência dos Estados Unidos por parte do Reino Unido, em 1783, os habitantes da região passaram a pedir a separação da região do atual Tennessee do restante da Carolina do Norte. Assim sendo, em 1796, o Tennessee separou-se da Carolina do Norte, tornando-se o 16.º estado norte-americano, em 1 de junho de 1796.
O cognome do Tennessee é The Volunteer State - O Estado dos Voluntários. Isto deve-se ao espírito militar da população do estado. Durante a Guerra Civil dos Estados Unidos, foram realizadas mais batalhas no Tennessee do que em qualquer outro estado norte-americano, com exceção da Virgínia.

## Origem e história do nomeTennessee
A mais antiga variante do nome que se tornaria Tennessee foi registrada, em 1567, pelo capitão Juan Pardo, um explorador espanhol. Tendo partido da atual Carolina do Sul, ele e seus homens, viajando pelo interior, passaram por uma vila nativa norte-americana chamada pelos nativos de "Tanasqui" . Posteriormente, colonos europeus encontraram uma vila cherokee denominada pelos nativos de Tanasi, no atual Condado de Monroe. A vila situava-se no rio homónimo (atualmente conhecido como rio Little Tennessee). Não se sabe se esta vila seria a mesma encontrada por Pardo.
A origem do nome é incerta. Alguns acreditam que é uma modificação cherokee de uma palavra yuchi, que significaria "local de encontro", "rio ondulado" ou "rio da grande dobra". A escrita moderna, Tennessee, é atribuída a James Glen, um governador da Carolina do Sul, que utilizara esta palavra em suas correspondências oficiais durante a década de 1750. Em 1788, a Carolina do Norte - que então controlava o atual Tennessee - ordenou que o terceiro condado a ser estabelecido na atual região central do Tennessee fosse chamado de Condado de Tennessee. Quando uma convenção constitucional foi realizada em 1796, para organizar a elevação do então Território do Sudoeste (atual Tennessee) à categoria de estado, o nome Tennessee foi oficialmente adotado como o nome do novo estado.

## História

### Até 1796
Os primeiros vestígios humanos do Tennessee datam de cerca de seis mil anos antes de Cristo. A tribo nativo americana mais antiga da região que se tem conhecimento são os mound builders. Posteriormente, antes da chegada dos primeiros exploradores europeus à região, o Tennessee seria assentado pelos cherokee e pelos chamados chickamauga.
Os primeiros exploradores europeus a explorarem regiões que atualmente fazem parte do Tennessee foram espanhóis liderados por Hernando de Soto, em 1541. Soto e sua expedição haviam partido da Flórida em direção ao norte, em busca de ouro e outros metais preciosos. Após esta exploração, não existe outros registos que comprovem a passagem de pessoas de ascendência europeia na região, até 1673, quando os exploradores ingleses James Needham e Gabriel Arthur exploraram partes do vale do Rio Tennessee, no atual Tennessee. Em 1682, o francês René-Robert Cavelier reivindicou toda a região da bacia hidrográfica do Rio Mississippi para a coroa francesa, incluindo regiões localizadas no atual Tennessee, parte da colônia francesa de Nova França. No mesmo ano, Cavelier construiu uma forte, o Fort Prud'homme, próximo à atual cidade de Chicksaw Buffs. Este forte foi logo abandonado pelos franceses, por causa de sua localização isolada.
Os espanhóis, britânicos e os franceses todos reivindicavam posse do Tennessee. Os três impérios procuraram estabelecer postos comerciais na região, para o comércio de peles de animais com nativos americanos locais. Porém, os espanhóis eventualmente perderam seu interesse pela região, por volta do fim do século XVII. As disputas territoriais entre os britânicos e os franceses, porém, continuaram. Os britânicos reivindicavam a área do atual Tennessee como parte da colônia britânica de Carolina do Sul, e os franceses, como parte da Nova França. Tensões desencadeadas por tais disputas levaram, eventualmente, ao início da Guerra Franco-Indígena, em 1754, e que perduraria até 1763, resultando em derrota francesa. Sob os termos do Tratado de Paris, os franceses cediam todos os seus territórios a leste do Rio Mississippi aos britânicos. Assim, o Tennessee passou a ser controlado pelos britânicos. Até então, 90% dos cerca de três mil habitantes de ascendência europeia na região eram de ascendência francesa. O Tennessee passou a ser então administrado pela colônia britânica da Carolina do Norte.
Em 1772, uma companhia americana, o Transylvania Company, comprou grandes quantidades de terras da região a tribos de nativos americanos, a oeste dos Apalaches, e iniciou esforços para colonizar a região com habitantes de ascendência europeia. O número de habitantes na região passou a aumentar rapidamente. Os habitantes da região, isolados do restante da Carolina do Norte, passaram a reivindicar maior atenção da colônia. Porém, o governo da Carolina do Norte não deu ouvidos às reivindicações de tais habitantes, principalmente por causa da Guerra da Independência dos Estados Unidos, que então ocorria em todas as Treze Colônias britânicas.
Em 1779, os habitantes da região organizaram um governo rudimentar territorial. Um ano após a independência dos Estados Unidos e do fim da guerra, em 1784, os habitantes de três condados do oeste da Carolina do Norte decidiram separar-se do restante do Estado, e organizaram uma nova região, que chamaram de Estado de Franklin. A Carolina do Norte recuperaria o controle da região em 1788. Mas decidiu ceder todo o atual Tennessee para o governo americano no ano seguinte. O governo americano fez da região um território, o Território do Sudoeste. O território criou sua primeira constituição em 6 de fevereiro de 1796, e foi elevada à categoria de Estado em 1 de junho do mesmo ano, tornando-se assim o 16° Estado americano. A convenção constitucional realizada no território, que aprovara a elevação do território à categoria de Estado, decidira que o nome do novo Estado seria Tennessee.

### 1796 - Tempos atuais
Em 1818, os chicksaw cederam todas as suas terras no Tennessee para o governo do Estado. Posteriormente, em 1834, os cherokee que ainda habitavam regiões do Estado foram forçados a ceder suas terras e a mudarem-se para regiões a oeste do Rio Mississippi.
A economia do Tennessee baseava-se primariamente na agricultura. No oeste e na região central do Tennessee, a principal fonte de renda da região era o cultivo de algodão e tabaco, que era exportado para países europeus. Esta região utilizava grande quantidade de mão de obra escrava. Já a região leste dependia primariamente da agricultura de subsistência, que utilizava primariamente mão de obra livre. A maioria dos afro-americanos que viviam na região eram livres, e o Estado dava o direito de voto aos afro-americanos, direitos quase inexistentes em outros Estados da região Sul americana. Porém, a adoção de uma nova constituição estadual, em 1834, removeu o direito de voto aos afro-americanos.
A escravidão era uma questão controversa no Estado. Muitos defendiam o abolicionismo - especialmente na região leste. Mas a maioria dos habitantes do Estado eram a favor, uma vez que dependiam do uso de mão de obra barata para o cultivo de produtos agrícolas a baixos custos, para exportação. A vitória de Abraham Lincoln nas eleições presidenciais americanas de 1860 gerou grandes tensões entre abolicionistas e os a favor do trabalho escravo. Em um referendo, realizado em 8 de junho de 1861, cerca de dois terços dos habitantes do Tennessee votaram a favor da secessão. O Tennessee foi o último dos 11 Estados americanos a separar-se dos Estados Unidos, e a juntar-se aos Estados Confederados da América. Logo, a Guerra Civil Americana teria início. Um dos senadores do Tennessee no Senado dos Estados Unidos, Andrew Johnson, recusou-se a reconhecer a secessão do Tennessee do restante do país, e aboliu o trabalho escravo no Estado. Johnson foi o único senador federal então representante de um Estado sulista a não reconhecer os Estados Confederados da América.
Diversas das principais batalhas da Guerra Civil Americana ocorreram no Tennessee, a maioria resultando em vitórias da União. O Tennessee foi palco de mais batalhas do que qualquer outro Estado americano, com exceção da Virgínia. Logo durante o início da guerra, os confederados invadiram o leste do Tennessee, temendo uma possível secessão da região, uma vez que a maioria da população da região era a favor do abolicionismo. Em fevereiro de 1862, a marinha americana obteve controle dos rios Cumberland e Tennessee, e defenderam-se com sucesso contra um ataque confederado em Shiloh em abril. No mesmo ano, o General nortista Ulysses S. Grant invadiu o oeste do Tennessee, derrotando tropas confederadas na Batalha de Shiloh, capturando rapidamente Memphis, Nashville, dando à União o controle da região oeste do Tennessee, controle fortalecido em janeiro de 1863 na Batalha de Murfreesboro. Em 1863, os nortistas capturaram Chattanooga. Forças da União defenderam-se com sucesso contra um contra-ataque confederado no outuno de 1863 em Chattanooga. Em 1864, forças nortistas partindo de Chattanooga, comandadas por George A. Thomas, capturaram o restante do Estado, enquanto outras forças nortistas, comandadas por Grant, partiram em direção a Atlanta, Geórgia. As últimas grandes batalhas ocorreram quando tropas confederadas invadiram em novembro de 1864 o oeste do Tennessee, sendo derrotados em Franklin, e totalmente destruídos por George Thomas, em Nashville. Os confederados mantiveram controle do leste do Tennessee durante toda a guerra, apesar de forte sentimento a favor da União, com exceção do Condado de Sullivan, extremamente pró-confederado.
O Tennessee, após o fim da guerra, seria ocupado por tropas americanas. O Partido Republicano passou a controlar o governo do Estado, escolhendo os principais oficiais do governo do Estado, como governadores e representantes do Poder Legislativo. Além disso, os republicanos deram aos afro-americanos o direito de voto, e removeram este direito de antigos eleitores que haviam suportado explicitamente a confederação.
Em 1869, o Tennessee foi readmitido aos Estados Unidos como Estado americano. O Tennessee adotou uma nova constituição no ano seguinte, que removia o direito de voto dos afro-americanos. Com a proibição do trabalho escravo em todo o país, os donos das grandes fazendas de algodão e de tabaco passaram a fragmentar suas fazendas em pequenos lotes. Tais lotes eram alugados por outros fazendeiros, que pagavam como aluguel uma dada percentagem dos produtos cultivados no lote. Este sistema perduraria até a década de 1910. Neste meio termo, a indústria agropecuária, devastada pela guerra, recuperou-se muito lentamente, chegando ao patamar dos anos pré-guerra somente no final da década de 1900. A maioria dos afro-americanos liberados após a Guerra Civil Americana passaram a trabalhar nestas fazendas de aluguel.
Após a Guerra Civil, o Tennessee passou a industrializar-se rapidamente. Este processo foi acelerado na década de 1900, quando o governo do Estado passou a construir numerosas estradas e a incentivar a construção de fábricas e ferrovias na região. A indústria agropecuária, que mal recuperara-se durante a década de 1910, e passara por um curto período de prosperidade, nos anos da Primeira Guerra Mundial, entraria em uma grande recessão econômica, na década de 1920, por causa da queda súbita dos preços dos produtos agropecuários em geral no mercado internacional, e muitos fazendeiros passaram a migrar para as cidades.
A Grande Depressão da década de 1930 aumentou ainda mais a recessão na indústria agropecuária. Apesar da indústria de manufatura e do comércio em geral também ter sido afetado, estes setores foram significantemente menos afetados do que o setor agropecuário. Tudo isto fez com que a indústria de manufatura passasse a ser a principal fonte de renda do Estado durante a década de 1930. O processo de industrialização do Tennessee acelerou-se drasticamente a partir de 1941, com a entrada dos Estados Unidos na Segunda Guerra Mundial.
O processo de rápida industrialização do Tennessee continuou mesmo com o fim da guerra, em 1945, fazendo com que cada vez mais habitantes de áreas rurais do Tennessee passassem a instalar-se em cidades. Durante o início da década de 1950, mais pessoas moravam em áreas urbanas do que em áreas rurais, no Tennessee. Só que, politicamente, os habitantes das regiões rurais do Tennessee ainda possuíam mais poder do que os habitantes das regiões urbanas. Até então, os distritos legislativos onde os membros do Legislativo do Tennessee eram escolhidos pela população local como representantes estavam distribuídos de forma que cada distrito tivesse o mesmo tamanho em área. Uma decisão da Suprema Corte dos Estados Unidos, em 1964, ordenou que o Tennessee reorganizasse estes distritos, fazendo com que cada um destes distritos tivesse aproximadamente o mesmo número de habitantes.
O Tennessee era um dos Estados americanos que adotava a política segregação racial em instituições educacionais tais como escolas, por exemplo. A Suprema Corte americana ordenara em 1954 que todos os Estados americanos que possuíam leis segregacionistas em instituições educacionais acabassem com tais leis segregacionistas. O processo de dessegregação foi lento, mas gradual no Tennessee, terminando em torno de 1965. Três anos depois, um dos líderes do movimento de direitos civis dos afro-americanos, Martin Luther King, foi assassinado em Memphis, Tennessee.
Durante a década de 1970, os habitantes do Tennessee aprovaram em um referendo uma lei que limitava os gastos do governo do Estado. Esta lei fez com que o Tennessee passasse a possuir desde então a menor dívida per capita entre qualquer Estado americano.
Em 1996, o Tennessee celebrou em bicentenário. O governo do Estado realizou durante um ano numerosas festividades públicas, parte de uma única festividade anual chamada de Tennessee 200, e inaugurando um parque, o Bicentennial Park, à frente do capitólio do Estado, em Nashville.

## Geografia

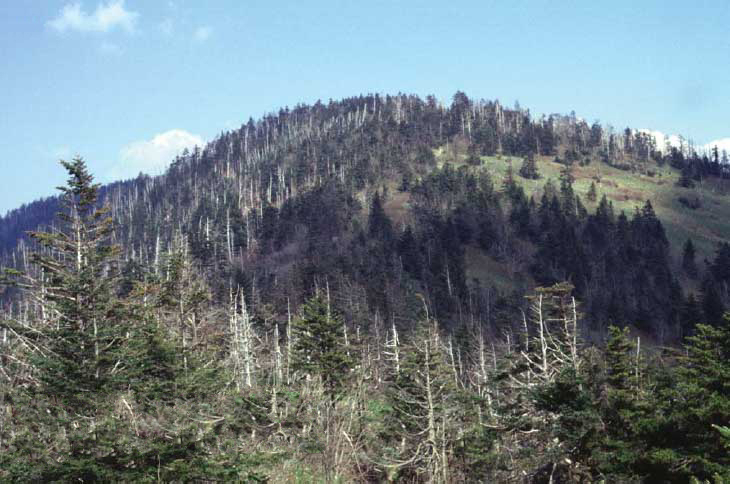
Vista do Clingmans Dome, o ponto mais alto do Tennessee, com seus 2 025 metros de altitude.

O Tennessee limita-se ao norte com o Kentucky e a Virgínia, a leste com a Carolina do Norte, ao sul com a Geórgia, o Alabama e o Mississippi, e a oeste com o Arkansas e o Missouri. O Tennessee, juntamente com o Estado de Missouri, é o estado americano que possui mais estados vizinhos. Tanto o Tennessee quanto o Missouri limitam-se com oito diferentes Estados americanos cada. Com um pouco mais de 109 mil quilômetros quadrados, é o 36.º maior estado americano em área do país.
Os principais rios que cortam o Estado são os rios Missouri, Cumberland e o Tennessee. As bacias hidrográficas destes três rios cobrem todo o Estado, sendo que a bacia hidrográfica do Missouri cobre a região oeste do Tennessee, a bacia de Tennessee cobrindo a região centro-oeste e a bacia de Cumberland cobrindo o restante do Estado. Numerosas represas foram instaladas ao longo dos rios do Tennessee. Os lagos artificiais criados por tais represas duplicaram a área coberta, desde o início do século XX. O maior lago do Estado é o Lago Kentucky, um reservatório artificial. Estes numerosos lagos receberam o cognome de Grandes Lagos do Sul. Florestas cobrem cerca de 52% do Tennessee.
O Tennessee pode ser dividido em seis distintas regiões geográficas:
- As Planícies Costeiras do Golfo localizam-se na região oeste do Tennessee. Caracteriza-se pelo seu terreno pouco acidentado, cheio de morros achatados de baixa elevação, e pela sua baixa altitude. O ponto mais baixo do Estado localiza-se no extremo sudoeste do Tennessee, de 91 metros. As altitudes médias do Tennessee aumentam à medida que se viaja em direção a leste. O extremo leste das Planícies Costeiras é marcada por uma faixa estreita de terra onde as altitudes sobem drasticamente.
- O Planalto Rim ocupa a região central do Tennessee. Caracteriza-se pelo seu terreno acidentado e rochoso, que abriga numerosos rios, riachos e cavernas.
- A Bacia de Nashville localiza-se dentro do Planalto Rim. Esta região possui um terreno sensivelmente menos acidentado e rochoso do que o Planalto Rim, e um solo muito fértil.
- O Planalto do Apalache localiza-se a leste do Planalto Rim. É uma estreita faixa de terra que caracteriza-se pelo seu terreno acidentado, pela presença de cadeias de montanhas que possuem entre 450 a 550 metros de altitude e pela presença de vales profundos. A maior parte do petróleo e do carvão produzido pelo Tennessee é extraído nesta região.
- A região de Montanhas e Vales do Apalache localiza-se a leste do Planalto do Apalache. Esta região é uma estreita faixa de terra que caracteriza-se pela presença de cadeias montanhosas paralelas, que intercalam-se com vales paralelos entre si. Esta região possui o solo mais fértil do Estado, e muito da agropecuária do Estado é realizada nesta região.
- A região de Blue Ridge localiza-se no extremo leste do Tennessee. O Blue Ridge possui as altitudes médias mais altas do Estado - a altitude média da região é de 1,5 mil metros. O ponto mais alto do Estado é o Clingsmans Dome localiza-se nesta região, e possui 2 025 metros de altitude. Outras características é o seu terreno extremamente acidentado, a maior parte coberta por florestas.

### Clima
O Tennessee possui um clima subtropical úmido, com invernos relativamente amenos e verões quentes. No inverno, as temperaturas médias aumentam à medida que se viaja do leste em direção ao oeste. No verão, as temperaturas médias aumentam à medida que se viaja do norte em direção ao sul. Em todo o ano, porém, as temperaturas médias variam pouco de região a região, no Tennessee. A diferença de temperatura de uma região a outra não supera os 3°C entre nenhum ponto do Estado.
No inverno, a temperatura média anual do Tennessee é de 3,5 °C. A média das mínimas é de 1 °C, e a média das máximas, de 10 °C. Temperaturas dificilmente caem abaixo de -12 °C, e podem superar facilmente os 16 °C. A temperatura mais baixa foi de -36 °C registrada em Mountain City em 30 de dezembro de 1917. No verão, a temperatura média do Tennessee é de 26 °C. A média das mínimas é de 19 °C e a média das máximas é de 32 °C. A temperatura mais alta já registrada no Estado foi de 45 °C, registrada em Perryville, em 29 de julho e em 9 de agosto de 1930.
A taxa de precipitação média anual de chuva do Tennessee é de 132 centímetros, variando entre 142 centímetros na região central a menos de 120 centímetros na região noroeste e na região nordeste do Estado. A taxa de precipitação anual de neve do Tennessee varia entre 12 centímetros no oeste a 25 no leste, chegando a mais de 50 centímetros na região de Blue Ridge.

## Política

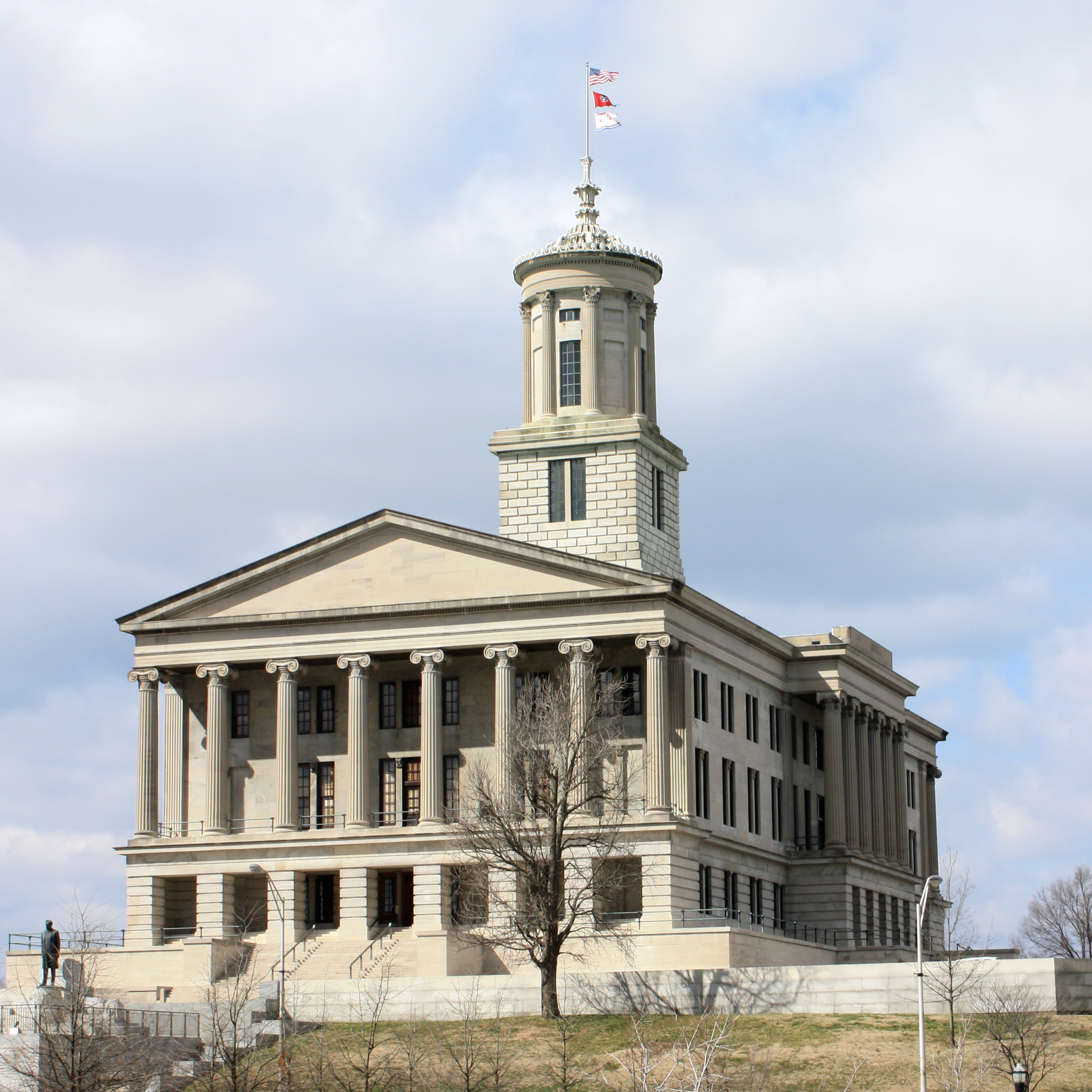
Capitólio Estadual do Tennessee em Nashville.

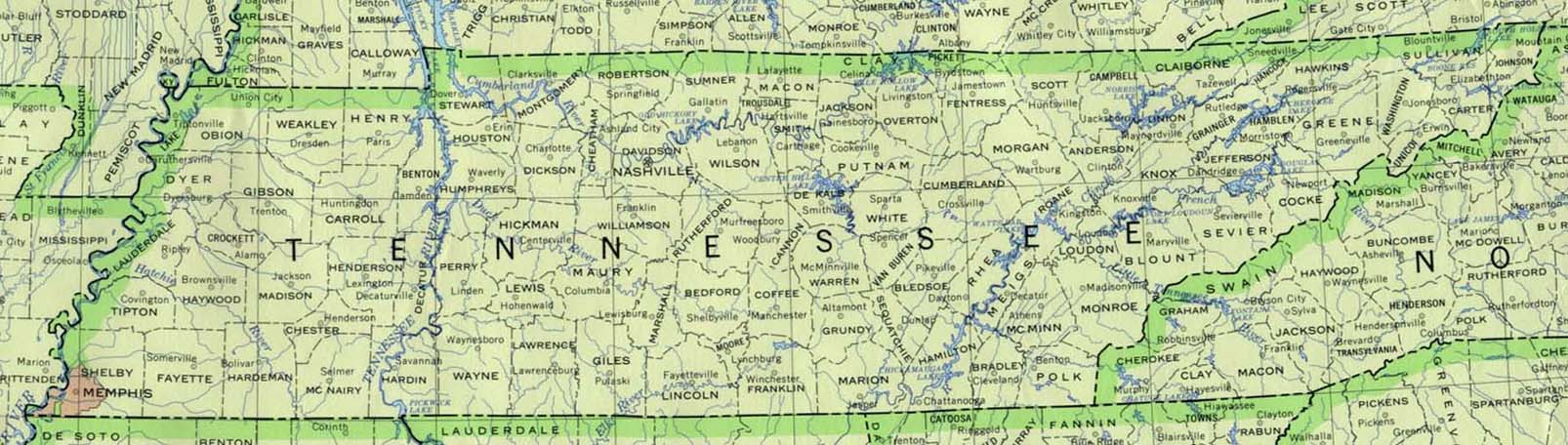
Mapa do Tennessee e de seus 95 condados.

A atual Constituição do Tennessee foi adotado em 1870. Outras Constituições mais antigas foram adotadas em 1793 e em 1834. Emendas à Constituição podem ser propostas pelo Poder Legislativo do Tennessee. Emendas criadas por uma das câmaras do Poder Legislativos, para ser aprovada, precisa receber ao menos três quartos dos votos do Senado e da Câmara dos Representantes do Estado, e então dois terços dos votos da população eleitoral do Tennessee, em um referendo. Mudanças mais drásticas podem ser realizadas através de convenções constitucionais, encontros políticos especiais, que precisam ser aprovadas por ao menos 51% por cada Câmara do Poder Legislativo e então por ao menos 60% da população eleitoral do Estado, em um referendo. Tais convenções não podem ser realizadas somente uma vez em um período de seis anos.
O principal oficial do Poder Executivo no Tennessee é o governador. Este é eleito pelos eleitores do estado para mandatos de até quatro anos de duração. Uma dada pessoa pode exercer o cargo de governador quantas vezes puder, embora não duas vezes em seguida. Uma das principais responsabilidades do governador é a escolha de diversos oficiais políticos importantes, como os líderes dos 21 departamentos do gabinete do Tennessee, e o Secretário de Estado e o tesoureiro do Estado.
O Poder Legislativo do Tennessee - chamada oficialmente de Assembleia General - é constituído pelo Senado e pela Câmara dos Representantes. O Senado possui um total de 33 membros, enquanto que a Câmara dos Representantes possui um total de 99 membros. O Kentucky está dividido em 33 distritos legislativos. Os eleitores de cada distrito elegem um senador e três representantes, que irão representar tal distrito no Senado/Câmara dos Representantes. O termo dos senadores é de quatro anos e o termo dos representantes é de dois anos.
A corte mais alta do Poder Judiciário do Tennessee é a Suprema Corte do Tennessee, composta por cinco juízes. Estes juízes escolhem um deles para atuarem como chefe de justiça. A segunda maior corte do Estado é a Court of Appeals of Tennessee, composta por 14 juízes. O Estado possui outras três cortes de menor importância, que estão divididos em um total de 68 distritos diferentes. Todos os juízes do Poder Judiciário do Tennessee são eleitos pela população do Estado, para mandatos de até oito anos de duração. Os juízes de um dado distrito judiciário são eleitos pela população de seus respectivos distritos.
O Tennessee está dividido em 95 condados. Estes condados são governados primariamente através de conselhos de comissionadores, composto por 9 a 25 membros. O Kentucky possui cerca de 335 cidades. Aproximadamente 200 são governadas através por um prefeito e um conselho municipal, enquanto o restante é governada por um administrador e um conselho municipal, ou por um conselho de comissionadores.
Cerca de 46% da receita do orçamento do governo do Tennessee é gerada por impostos estaduais. O resto vêm de verbas recebidas do governo federal e de empréstimos. Em 2002, o governo do Estado gastou 20,029 bilhões de dólares, tendo gerado 17,952 bilhões de dólares. A dívida governamental do Tennessee é de 3,628 bilhões de dólares. A dívida per capita é de 627 dólares, o valor dos impostos estaduais per capita é de 1 347 dólares, e o valor dos gastos governamentais per capita é de 3 459 dólares. O Tennessee possui a menor dívida per capita do país.
Historicamente, o Partido Rebublicano tem controlado politicamente o Tennessee, tanto a nível estadual quanto nacional, especialmente no século que se seguiu ao fim da Guerra Civil Americana. Desde a Guerra Civil Americana, os republicanos tem eleito a maioria dos representantes e senadores do Legislativo do Tennessee, os governadores do Estado, e os senadores e representantes do Estado no Congresso dos Estados Unidos, bem como a maioria dos votos do colégio eleitoral em duas de três eleições presidenciais quaisquer.

## Demografia
De acordo com o censo nacional de 2000, a população do Tennessee em 2000 era de 5 689 283 habitantes, um crescimento de 14% em relação à população do estado em 1990, de de 4 887 185 habitantes. Uma estimativa realizada em 2006 estima a população em 6.038.803 habitantes, um crescimento de 23,5% em relação à população em 1990, de 6,1% em relação à população em 2000, e de 1,4% em relação à população estimada em 2005.
O crescimento populacional natural do Tennessee entre 2000 e 2006 foi de 142 266 habitantes - 493 881 nascimentos menos 351 615 óbitos - o crescimento populacional causado pela imigração foi de 59 385 habitantes, enquanto que a migração interestadual resultou no ganho de 160 166 habitantes. Entre 2000 e 2006, a população do Tennessee cresceu em 349 541 habitantes, e entre 2005 e 2006, em 83 058 habitantes.
6,6% da população do Tennessee possui menos de cinco anos de idade, 24,6% menos de 18 anos de idade, e 12,4% possuem 65 anos de idade ou mais.

### Raças e etnias
De acordo com o U.S. Census Bureau 2010:
- 75,6% – brancos não-hispânicos
- 16,7% – afro-americanos
- 4,6% – hispânicos
- 1,4% – asiáticos
- 0,3% – povos ameríndios
- 1,7% – duas ou mais raças

Os cinco maiores grupos étnicos do Tennessee são norte-americanos (que compõem 17,5% da população do estado; a grande maioria são descendentes de ingleses e escoceses), afro-americanos (16,4%), irlandeses (9,3%), ingleses (9,1%) e alemães (8,3%). Afro-americanos estão concentrados primariamente na região ocidental do Tennessee e em Nashville.

### Religião
Percentagem da população do Tennessee por afiliação religiosa:
- Cristianismo – 87%
  - Protestantes – 78%
    - Igreja Batista – 40%
    - Igreja Metodista – 12%
    - Igreja de Cristo – 6%
    - Igreja Presbiteriana – 3%
    - Outras afiliações protestantes – 17%

  - Igreja Católica Romana – 7%
  - Outras afiliações cristãs – 2%
- Judaísmo – 1%
- Outras religiões – 2%
- Não-religiosos – 10%

De acordo com os dados, a maioria da população do Tennessee é adepta do Cristianismo (87%), sendo o Protestantismo (78%) o maior ramo, sendo os Batistas o maior grupo religioso do estado com 40% (dois quintos) dos habitantes do estado, sendo a Convenção Batista do Sul a maior igreja do estado aproximadamente 25% dos habitantes do estado considera-se membro dessa igreja, o estado também possui uma grande comunidade Metodista, também há outros grupos protestantes, como Presbiterianos, Anglicanos, Pentecostais e outros, o estado tem uma fortíssima tradição protestante e faz parte do Bible Belt, o estado tem uma população católica muito baixa, apenas 7% da população considera-se católica e está entre os menos católicos do país e a maioria dos católicos no estado são imigrantes Latinos e hispânicos concentrados principalmente nas áreas urbanas, o estado também possui uma comunidade religiosa relativamente diversificada, há comunidades judaicas, muçulmanas, budistas e outras. Aproximadamente 10% da população do Tennessee considera-se sem filiação religiosa e está entre os estados com menos pessoas irreligiosas do país. Em termos gerais o Tennessee é considerado um estado religioso, e está entre os estados mais religiosos do país, 71% da população adulta no estado considera a religião a coisa mais importante em suas vidas, 18% considera a religião algo relativamente importante em suas vidas e 11% considera a religião não muito importante ou sem importância em suas vidas, também 51% afirma que vai a igreja semanalmente, 25% afirma que vai a igreja algumas vezes ao mês e 24% afirma que raramente ou nunca frequenta a igreja.

### Principais cidades

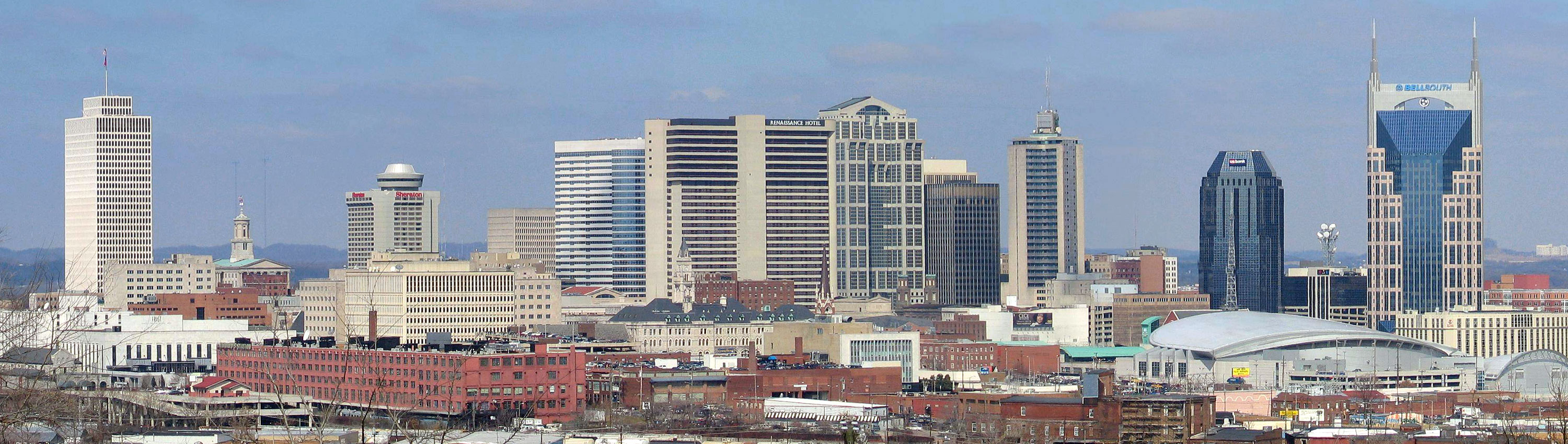
Nashville

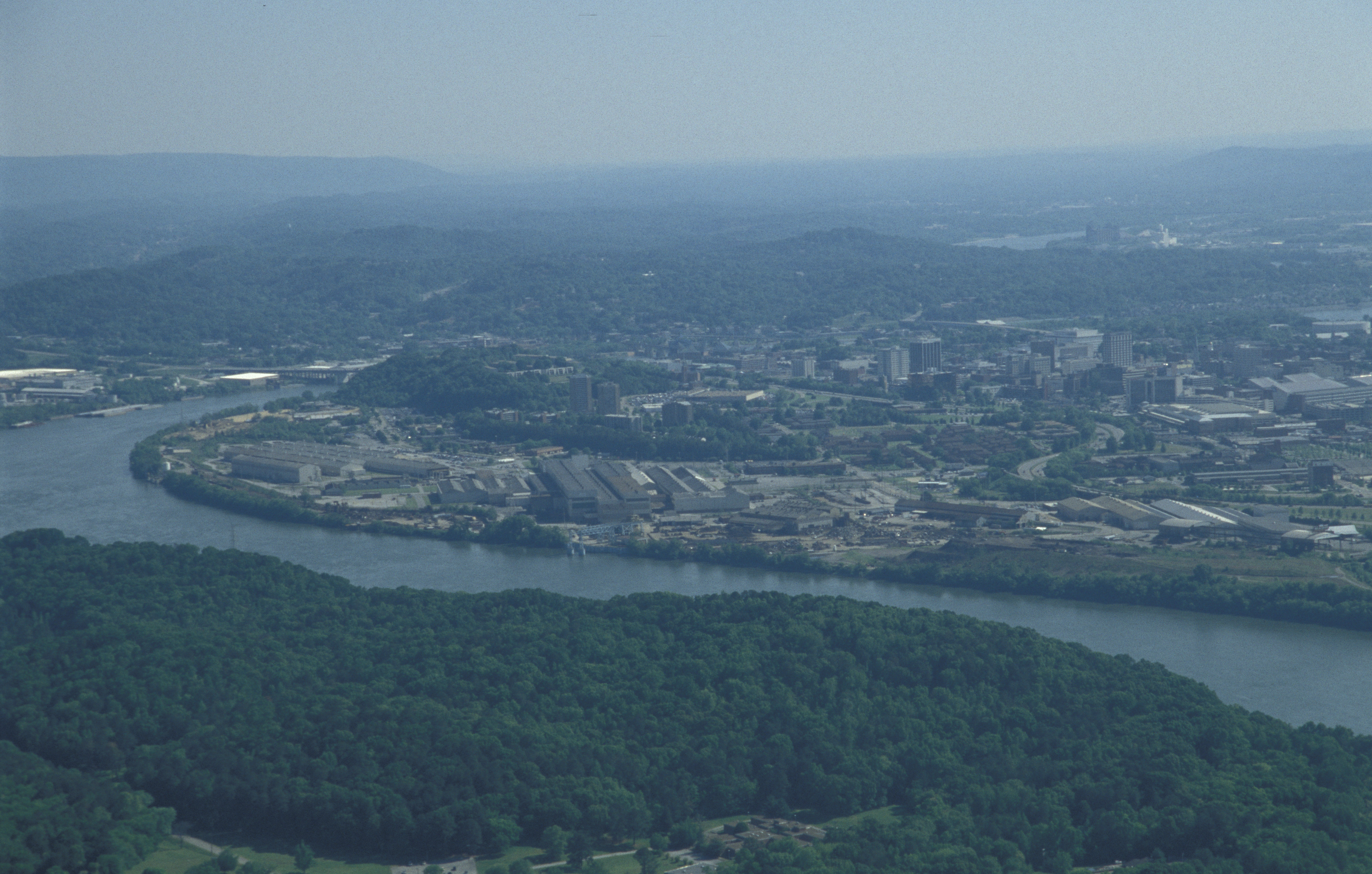
Chattanooga

A atual capital do Tennessee é Nashville, que também é a cidade mais populosa do estado Anteriormente, Knoxville, Kingston e Murfreesboro já serviram como a capital do estado. Memphis é segunda maior cidade do Tennessee em população Chattanooga e Knoxville, ambas na parte oriental do Tennessee, próxima às Montanhas Great Smoky, possuem cada uma cerca de um terço da população de Memphis. Outro centro urbano importante é a região metropolitana centralizada nas cidades de Bristol, Kingsport e Johnson City. Esta região metropolitana é chamada de Tri-Cities.
- Bristol
- Chattanooga
- Clarksville
- Cleveland
- Johnson City
- Kingsport
- Knoxville
- Lebanon
- Memphis
- Murfreesboro
- Nashville
- Oak Ridge

## Economia
O produto interno bruto do Tennessee, em 2003, foi de 199,176 bilhões de dólares. A renda per capita do Estado, por sua vez, foi de 28 641 dólares, o 36.º maior do país. A renda pessoal anual média do Estado foi de 31 472 dólares. A soma de todas as rendas pessoais média do Estado foi de 167,715 bilhões de dólares. A taxa de desemprego do Tennessee é de 5,4%.
O setor primário responde por 1% do PIB do Tennessee. O Estado possui cerca de 90 mil fazendas, que cobrem cerca de 48% do Estado. A agricultura e a pecuária respondem juntas por 0,9% do Estado, empregando cerca de 139 mil pessoas. O Tennessee possui um dos maiores rebanhos de gado bovino do país. Graças a isto, leite e carne bovina são os principais produtos produzidos pela pecuária do Estado. Outros produtos importantes são tabaco, algodão, soja e milho. A silvicultura responde por 0,1% do PIB do Estado, empregando cerca de 5 mil pessoas. Os efeitos da pesca são negligíveis na economia do Estado.
O setor secundário responde por 24% do PIB do Tennessee. O valor total dos produtos fabricados no Estado é de 46 bilhões de dólares. Os principais produtos industrializados fabricados no Estado são equipamentos de transporte, produtos químicos, maquinário e produtos de metal e borracha. A indústria de manufatura responde por 19,9% do PIB do Estado, empregando aproximadamente 532 mil pessoas. A indústria de construção responde por 4% do PIB do Estado e emprega aproximadamente 200 mil pessoas. A mineração responde por 0,1% do PIB do Tennessee, empregando cerca de 6,5 mil pessoas. O principal recurso natural minerado no Estado é o arenito.
O setor terciário responde por 75% do PIB do Tennessee. Serviços comunitários e pessoais são responsáveis por 21% do PIB do Estado. Este setor emprega mais de 948 mil pessoas. O comércio por atacado e varejo responde por 17% do PIB do Estado, e emprega aproximadamente 733 mil pessoas. Serviços financeiros e imobiliários respondem por cerca de 15% do PIB do Estado, empregando aproximadamente 210 mil pessoas. Serviços governamentais respondem por 12% do PIB do Tennessee, empregando aproximadamente 405 mil pessoas. Transportes, telecomunicações e utilidades públicas empregam cerca de 186 mil pessoas, respondendo por 8% do PIB do Tennessee. Cerca de 60% da eletricidade gerada no Estado é produzida por usinas termoelétricas a carvão, 30% em usinas nucleares, 9% em usinas hidrelétricas e a maior parte dos 1% restante em usinas termelétricas a petróleo ou a gás natural.

## Educação
A primeira escola do Tennessee foi fundada em 1780. As primeiras escolas públicas do Estado foram fundadas na década de 1800. Em 1873, o governo do Tennessee criou um sistema de educação pública estadual, que passou a fornecer verbas para a construção de escolas públicas em todas as regiões do Estado.
Atualmente, todas as instituições educacionais no Tennessee precisam seguir regras e padrões ditadas pelo Departamento Estadual de Educação do Tennessee. Este departamento controla diretamente o sistema de escolas públicas do Estado, que está dividido em diferentes distritos escolares. O Conselho é composto por dez membros indicados pelo governador e aprovados pelo Senado, para termos de ofício de até oito anos de duração, e presidida por um superintendente de educação, eleito pelo eleitorado do Estado a mandatos de até quatro anos de duração. Cada cidade primária (city), diversas cidades secundárias (towns) e cada condado (county), é servida por um distrito escolar. Nas cidades, a responsabilidade de administração do sistema escolar público são dos distritos municipais, enquanto que em outras cidades e em regiões menos densamente habitadas, esta responsabilidade é dos distritos escolares operando em todo o condado em geral. O Tennessee permite a operação de escolas charter - escolas públicas independentes, que não são administradas por distritos escolares, mas que dependem de verbas públicas para operarem. Atendimento escolar é compulsório para todas as crianças e adolescentes com mais de sete anos de idade, até a conclusão do segundo grau ou até os dezesseis anos de idade.
Em 1999, as escolas públicas do Estado atenderam cerca de 616,2 mil estudantes, empregando aproximadamente 60,7 mil professores. Escolas privadas atenderam cerca de 93,7 mil estudantes, empregando aproximadamente 7,9 mil professores. O sistema de escolas públicas do Estado consumiu cerca de 4,639 bilhões de dólares, e o gasto das escolas públicas foi de aproximadamente 5,5 mil dólares por estudante. Cerca de 81% dos habitantes do Estado com mais de 25 anos de idade possuem um diploma de segundo grau.
A primeira biblioteca do Tennessee foi fundada em 1813, em Nashville. Atualmente, o Estado possui 184 sistemas de bibliotecas públicas, que movimentam anualmente 3,9 livros por habitante. O Estado possui atualmente 89 instituições de educação superior, dos quais 22 são públicas e 67 são privadas. O Sistema de Universidades de Tennnessee é o sistema público de educação superior do Estado. Este sistema é composto por quatro universidades diferentes, localizados em Chattanooga, Knoxville, Martin e Memphis, dos quais o campus localizado em Knoxville é o principal, e a mais antiga do Tennessee, tendo sido fundada em 1794, e atualmente a maior instituição de educação superior do Estado.

## Transportes e telecomunicações

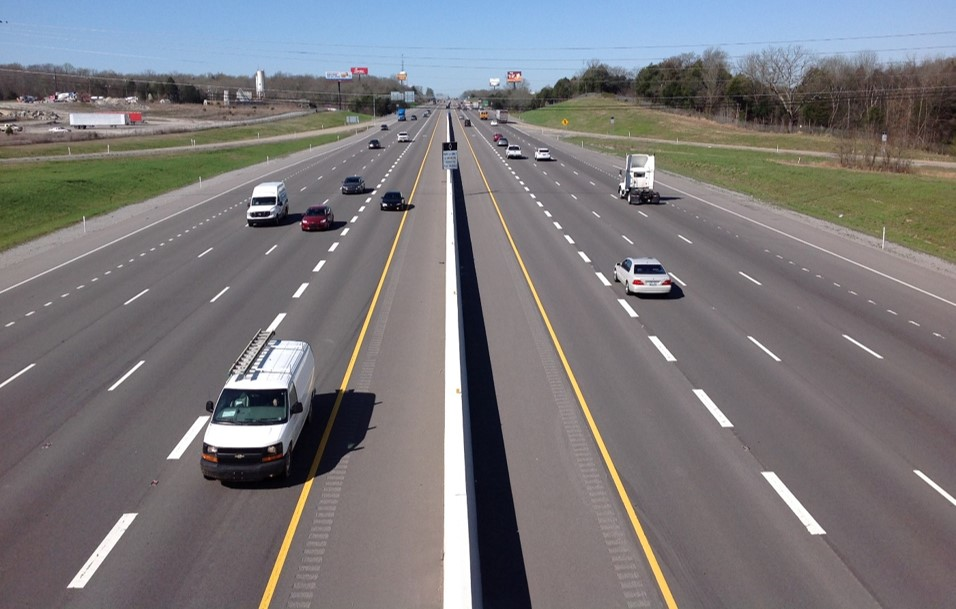
Interestadual 40, principal rodovia que corta o estado de leste ao oeste.

Em 2003, o Tennessee possuía 142 456 quilômetros de estradas e rodovias, dos quais 1 727 quilômetros eram considerados parte do sistema federal de rodovias interestaduais. Em 2002, o Tennessee possuía 4 218 quilômetros de ferrovias. O principal centro rodoviário do estado é Memphis, o principal centro ferroviário e aeroportuário é Nashville.
O Aeroporto Internacional de Nashville é o aeroporto mais movimentado do Tennessee, e um dos mais movimentados da região sul dos Estados Unidos, tendo atuado durante as décadas de 1980 e de 1990 como um centro operacional da American Airlines, sendo atualmente um centro operacional da Southwest Airlines.
O primeiro jornal publicado no Tennessee foi o Rogersville Gazette, publicado pela primeira vez em Rogersville em 1791. No ano seguinte, este jornal moveu-se para Knoxville, mudando seu nome para Knoxville Gazette, que parou de ser publicado em 1818. Atualmente são publicados no Kentucky cerca de 200 jornais, dos quais 23 são diários.
A primeira estação de rádio do Tennessee foi fundada em 1922, em Knoxville, e a primeira estação de televisão foi fundada em 1948, em Memphis. Atualmente, o Tennessee possui 271 estações de rádio - dos quais 133 são AM e 138 são FM - e 26 estações de televisão.

## Esportes

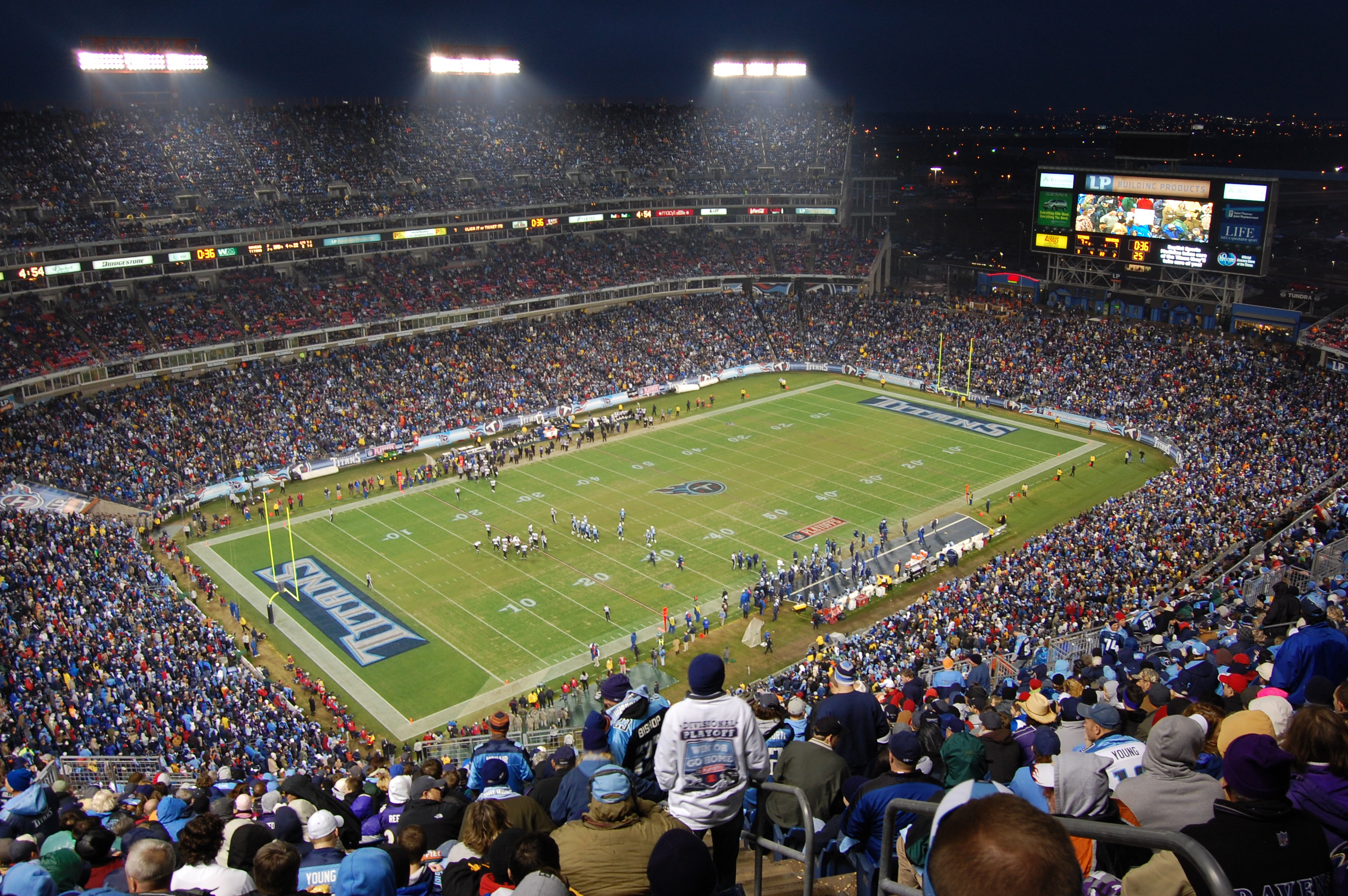
Nissan Stadium em Nashville, casa do Tennessee Titans.

O Tennessee é o lar de quatro grandes franquias de esportes profissionais: no futebol americano o Tennessee Titans joga na NFL desde 1997, no basquetebol o Memphis Grizzlies joga na NBA desde 2001, no hóquei no gelo o Nashville Predators joga na NHL desde 1998, e no futebol o Nashville SC joga na MLS desde 2020. O estado também possui 13 times que jogam em ligas menores de beisebol.
O Tennessee também abriga o Bristol Motor Speedway com capacidade 160 000 lugares que hospeda duas corridas da NASCAR por ano, é também o lar da Nashville Superspeedway, que realizou corridas da NASCAR e da IndyCar Series até o seu encerramento em 2012. A única corrida de cavalos do Tennessee, a Iroquois Steeplechase, também é realizada em Nashville todo mês de maio.
O FedEx St. Jude Classic é um torneio de golfe da PGA Tour realizado em Memphis desde 1958. O Campeonato Nacional de Tênis Indoor dos EUA acontece em Memphis desde 1976 (masculino) e 2002 (feminino).

## Símbolos

### Símbolos do Estado
- Anfíbio: Hyla cinerea
- Árvore: Liriodendron tulipifera
- Cognomes:
  - Volunteer State
  - Butternut State (não oficial)
- Flor: Íris
- Fóssil: Bivalvia
- Fruta: Tomate
- Insetos: Joaninha e vaga-lume
- Lema: Agriculture and commerce (Agricultura e comércio)
- Mamífero: Guaxinim
- Músicas:
  - My homeland, Tennessee (Minha terra nativa, Tennessee)
  - When it's iris time in Tennessee (Quando é tempo de íris em Tennessee)
  - My Tennessee (Meu Tennessee)
  - The Tennessee waltz (A valsa do Tennessee)
  - Tennessee (Bob Sinclar)
  - Back To Tennessee (Billy Ray Cyrus)
- Pássaro: Mimidae
- Pedra preciosa: Pérola
- Peixe: Perca flavescens
- Réptil: Tartaruga
- Rocha: Arenito
- Slogan: Follow me to Tennessee (Siga-me para o Tennessee)

### Outras fontes
- «United States Census Bureau» (em inglês)
- «Website oficial do Tennessee» (em inglês)
- «United States Department of Education» (em inglês)
- «United States Department of Commerce» (em inglês)
- «National Oceanic and Atmospheric Administration» (em inglês)
- Van West, Carroll (1998). Tennessee History: The Land, the People, and the Culture. [S.l.]: University of Tennessee Press. ISBN 0-942072-05-7